# Aljoša Rezar
Aljoša Rezară (24. februar 1983 i Celje) er en slovensk håndboldspiller, som spiller for Bjerringbro-Silkeborg Håndbold og tidligere Sloveniens herrehåndboldlandshold.